# V509 Cassiopeiae
Désignations
V509 Cassiopeiae (V509 Cas ou HR 8752) est une étoile hypergéante jaune dans la constellation de Cassiopée.
HR 8752 est à environ 4500 années-lumière de la Terre. Elle a une magnitude apparente qui a varié d'une valeur supérieure à +6 dans les temps historiques à un pic de +4,6 et maintenant autour de +5,3 et est classée comme une étoile variable semi-régulière de type SRd. Elle subit une forte perte de masse dans le cadre de son évolution rapide et est récemment passée à mi-chemin du vide évolutif jaune en éjectant environ une masse solaire de matière en 20 ans. Son rayon est de 650 (400-900) rayons solaires.
Un compagne chaude de la séquence principale (B1V) a été décrite en 1978 sur la base d'un excès de couleur dans l'ultraviolet.